# Röschenz
Röschenz is een gemeente en plaats in het Zwitserse kanton Basel-Landschaft, en maakt deel uit van het district Laufen.
Röschenz telt 1.836 inwoners.